# René Boulanger (résistant)
Pour les articles homonymes, voir Boulanger (homonymie) et René Boulanger.
René Boulanger (né le 25 février 1897 à Saint-Sauveur, Somme, mort le 3 octobre 1942 à Auschwitz en Pologne) est un résistant français.

## Biographie
Fils d'un chauffeur de la Compagnie des Chemins de fer du Nord, il est lui-même employé par la compagnie en 1921 à Abbeville.
En octobre 1941, il est arrêté comme otage communiste par les autorités d'occupation, puis interné au camp de Royallieu à Compiègne.
Le 6 juillet 1942, il est déporté en représailles par le convoi dit des 45 000 qui emporte 1 170 résistants à Auschwitz. Il y meurt le 3 octobre 1942.

## Hommage
À Abbeville, le nom de René Boulanger est inscrit sur le monument commémoratif de l'école des Poulies et du Pilori ainsi que sur les plaques commémoratives de la gare.